# Roger That!
Roger That! är ett musikalbum från 2009 av eurodancegruppen Laser Inc.

## Låtlista
1. Dansa till ni svimmar
2. Det var en gång en fågel
3. Vem är du
4. Vill ha dig
5. Lin
6. När man var liten (Radio Edit)
7. Abraham (Radio Edit)
8. Fiskeeliten
9. Festen är igång
10. Utgång ikväll
11. Abraham (Neonberger Club Edit)
12. Det var en gång en fågel (Original Internet Version)